# Cantabrogeus luquei
Cantabrogeus luquei es una especie de coleóptero de la familia Leiodidae.

## Distribución geográfica
Habita en Cantabria, España.